# Nepenthes albomarginata
Nepenthes albomarginata ist eine fleischfressende Pflanze aus der Gattung der Kannenpflanzen (Nepenthes). Sie wurde um 1849 vom Botaniker John Lindley erstbeschrieben. Ihr Artepitheton „albomarginata“ ist den lateinischen Wörtern alba (deutsch „weiß“) und marginatus (deutsch „Kragen“ oder „Saum“) entlehnt und bezieht sich auf den weißen Saum unter der Kannenöffnung.

## Beschreibung

### Vegetative Merkmale
Nepenthes albomarginata ist ein mehrjähriger, immergrüner Halbstrauch, dessen Triebe klettern und mehrere Meter lang werden können. Im Alter verholzen sie und aus dem Holz werden oft Seitentriebe gebildet.
Die Blätter von Nepenthes albomarginata sind schmal-linealisch geformt und werden bis 25 cm lang. Ihre Oberfläche ist matt glänzend.

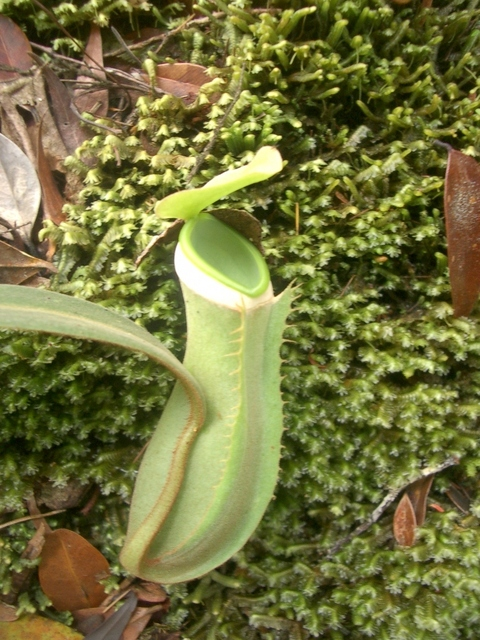
Bodenkanne

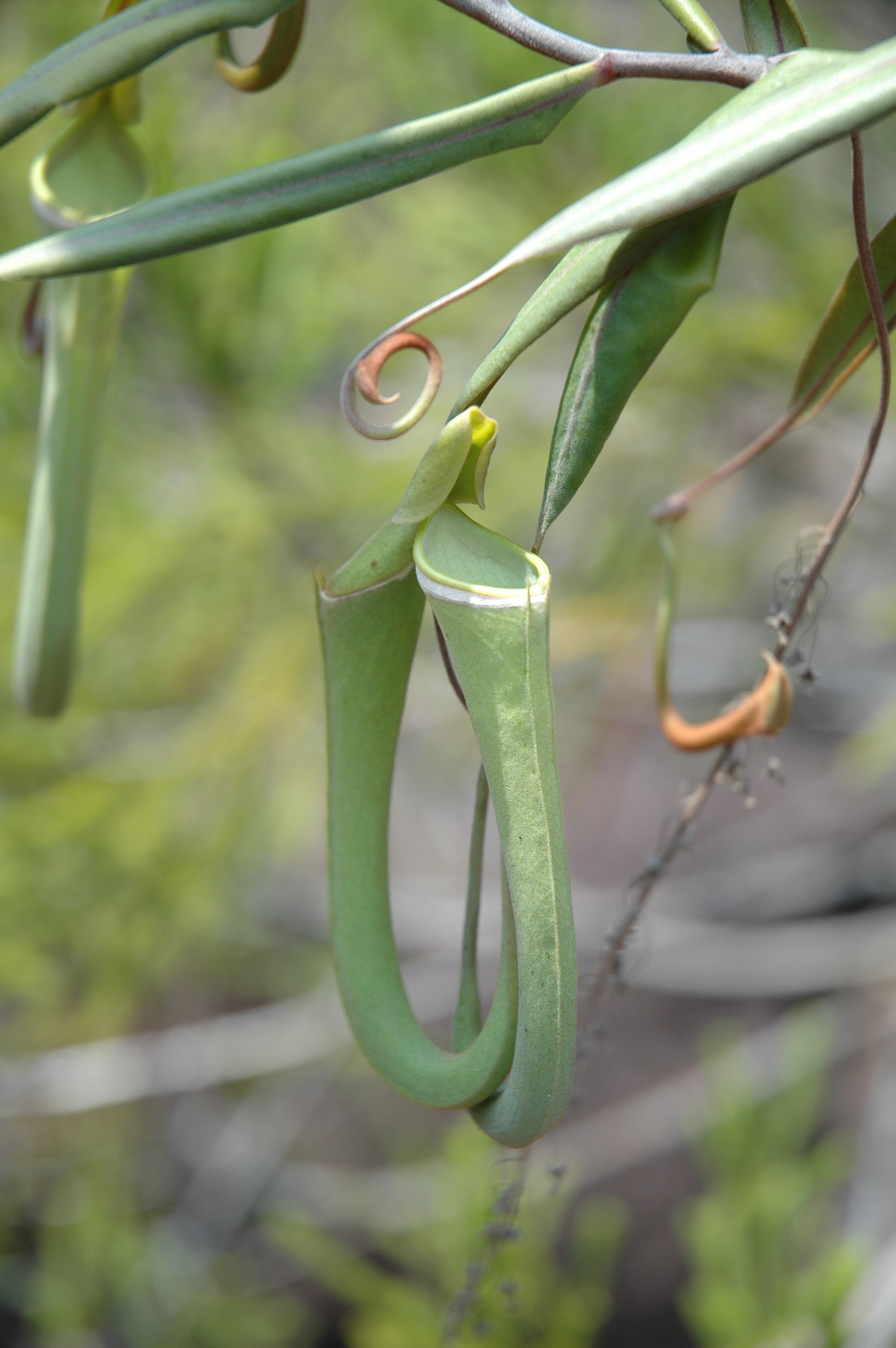
Luftkanne

Die Kannen von Nepenthes albomarginata weisen einen deutlichen Dimorphismus auf. Die Bodenkannen sind krugförmig mit deutlich gefächerten Flügelleisten. Sie weisen bereits im Jungstadium den namensgebenden weißen Saum unter der Kannenöffnung auf.
Die Luftkannen sind schlank, zylindrisch-röhrenförmig und nahezu ohne Flügelleiste. Auch sie weisen den so typischen weißen Saum unter der Kannenöffnung auf. Die Färbung der Kannen ist lichtabhängig, im Schatten bleiben sie hellgrün, im Sonnenlicht hingegen nehmen sie ein dunkles Rotviolett an. Sie werden bis zu 16 cm lang.

### Blüten und Samen
Nepenthes albomarginata bildet getrennt-geschlechtlich zweihäusige (diözische) Blüten an bis zu 60 cm langen Rispen. Die Blüten weisen vier Kronblätter auf und sind kastanienbraun gefärbt.

### Chromosomenzahl
Die Chromosomenzahl beträgt 2n = 80.

## Verbreitung
Nepenthes albomarginata findet sich auf Borneo und Sumatra. Sie zählt zu den sogenannten Tieflandarten, kommt also nur unterhalb 1000 m vor. Sie wächst bevorzugt in sumpfigen Waldgebieten.

## Ökologie
Nepenthes albomarginata ist bemerkenswert, weil sie die einzige fleischfressende Pflanze ist, die sich auf eine einzige Beute spezialisiert hat, sie fängt fast ausschließlich oberirdisch laufende Termiten aus der Unterfamilie Nasutitermitinae (z. B. Hospitalitermes bicolor). 
Die Biologin Marlis Merbach untersuchte im Team mit Ulrich Maschwitz, Georg Zizka und weiteren das Phänomen und fand heraus, dass der weiße, namengebende Saum der Kannen aus feinen, kurzen Trichomen besteht, die leicht von den Termiten abgepflückt werden können. Diese Trichome sind für die Termiten offenbar von großer Bedeutung, sie dienen wohl als Nahrung. Merbach fand heraus, dass Kannen, deren Saum vollständig „abgeerntet“ war, für die Termiten deutlich uninteressanter sind, als Kannen, deren weißer Saum noch völlig intakt ist. Bestätigt wurden die Vermutungen dadurch, dass sich in bereits abgeernteten Kannen hunderte bis tausende toter Tiere fanden, in noch unberührten allenfalls vereinzelte. Die Tiere stürzen während des Erntens in die Kannen, ist der Saum abgetragen, ziehen die Termiten ab. Die Forscher gehen davon aus, dass Nepenthes albomarginata ein einzigartiger Fall ist, in dem eine fleischfressende Pflanze ganz gezielt Köder benutzt, um an eine bestimmte Beute zu gelangen.